# Holland labdarúgó-játékvezetők listája
Az alábbi lista a nevezetes holland labdarúgó-játékvezetők nevét tartalmazza.
| Ábécé szerinti tartalomjegyzék                      |
| --------------------------------------------------- |
| A B C D E F G H I J K L M N O P Q R S T U V W X Y Z |

## B
- Cornelius Bakker (1945–) nemzetközi játékvezető
- Johannes Beck (1933–2012) nemzetközi játékvezető
- Gerrit Berrevoets (1936–1996) nemzetközi játékvezető
- John Blankenstein (1949–2006) nemzetközi játékvezető
- Kevin Blom (1974–) nemzetközi játékvezető
- Marcus Boas (1890–1962) nemzetközi játékvezető
- Hans Samuel Boekman (1896–1978) nemzetközi játékvezető
- Adrianus Boogaerts (1925–2010) nemzetközi játékvezető
- Theodorus Boosten (1929–1994) nemzetközi játékvezető
- Ruud Bossen (1962–) nemzetközi játékvezető
- Eric Braamhaar (1966–) nemzetközi játékvezető
- Johan Bronkhorst (1914–1986) nemzetközi játékvezető

## C
- Charles Corver (1936–2020) nemzetközi játékvezető

## D
- Frans Derks (1930–2020) nemzetközi játékvezető
- Joseph Franciscus Dorpmans (1925–2014) nemzetközi játékvezető

## E
- Dick van Egmond (1961–) nemzetközi játékvezető
- Mario van der Ende (1956–) nemzetközi játékvezető
- Henk van Ettekoven (1937–) nemzetközi játékvezető
- Willem Eymers (1884–1932) nemzetközi játékvezető

## G
- Arie van Gemert (1929–2024) nemzetközi játékvezető
- Gerard Geurds (1939–2024) nemzetközi játékvezető
- Serdar Gözübüyük (1985–) nemzetközi játékvezető
- Christiaan Groothoff (1878–1954) nemzetközi játékvezető, sportújságíró

## H
- Leo Horn (1916–1995) nemzetközi játékvezető

## J
- Dick Jol (1956–) nemzetközi játékvezető

## K
- Jan Keizer (1940–2024) nemzetközi játékvezető
- Leo van der Kroft (1929–2016) nemzetközi játékvezető
- Björn Kuipers (1973–) nemzetközi játékvezető

## L
- Andries van Leeuwen (1916–1985) nemzetközi játékvezető
- Roelof Luinge (1955–) nemzetközi játékvezető

## M
- Danny Makkelie (1983–) nemzetközi játékvezető
- Johannes Martens (1914–2002) nemzetközi játékvezető
- Karel van der Meer (1905–1978) nemzetközi játékvezető
- Albert Meerum Terwogt (1883–1960) nemzetközi játékvezető
- Johannes van Moorsel (1902–1977) nemzetközi játékvezető
- Egbert Mulder (1940–2021) nemzetközi játékvezető
- Johannes Mutters (1889–1974) nemzetközi játékvezető

## N
- Bas Nijhuis (1977–) nemzetközi játékvezető

## P
- Laurens van Ravens (1922–2018) nemzetközi játékvezető
- Pieter Paulus Roomer (1920–2000) nemzetközi játékvezető

## S
- Klaas Schipper (1910–1961) nemzetközi játékvezető
- Ignace van Swieten (1943–2005) nemzetközi játékvezető

## T
- René Temmink (1960–) nemzetközi játékvezető
- Albert Thomas (1938–) nemzetközi játékvezető

## V
- Pieter Vink (1967–) nemzetközi játékvezető

## W
- Hendrik Weerink (1936–2014) nemzetközi játékvezető
- Jan Wegereef (1962–) nemzetközi játékvezető
- Siem Wellinga (1931–2016) nemzetközi játékvezető
- Herbert James Willing (1878–1943) nemzetközi játékvezető
- Jan de Wolf (1890–1955) nemzetközi játékvezető

## Z
- Theodorus van Zwieteren (1887–1962) nemzetközi játékvezető